# L’Envieux
L’Envieux, auf Deutsch Der Neider, ist eine 1738 entstandene Komödie in drei Akten und Versen von Voltaire. Das Stück wurde zu Lebzeiten Voltaires nicht aufgeführt und erst 1833 in Buchform veröffentlicht.

## Handlung
Ariston ist ein gern gesehener Gast im Schloss des mächtigen Cléon und dessen Frau Hortense. Er führt den Literaten und Schreiberling Zoïlin im Schloss ein. Zoïlin, neidisch auf Ariston, benutzt seinen Neffen Nicodon, um mit gefälschten Liebesbriefen Hortenses an Ariston eine Intrige einzufädeln. Die Machenschaften haben zunächst Erfolg: Ariston fällt in Ungnade. Der als Werkzeug benutzte Nicodon deckt jedoch die Intrige auf. Ariston wird am Ende rehabilitiert.

## Literarische Vorlage und biografische Bezüge
Voltaire schrieb den L’Envieux während seines Aufenthaltes in Cirey-sur-Blaise. Frei von einer literarischen Vorlage spiegelte Voltaire seine augenblickliche Situation. Der Bösewicht Zoïlin ist das Alter Ego von Voltaires Intimfeind dem Abbé Desfontaines. Cléon figuriert für den Hausherrn von Cirey, den Marquis Florent Claude du Chastellet und Hortense für dessen Ehefrau Émilie du Châtelet. Ariston figuriert für Voltaire selbst.

## Aufführungen und zeitgenössische Rezeption
Die Komödie wurde zu Lebzeiten Voltaires nicht aufgeführt. Nach der Meinung Émilie du Châtelets war das offensichtlich zu dick aufgetragene Stück mittelmäßig. Voltaire war der Auffassung, keine gute Komödie geschrieben zu haben, aber ein gottgefälliges Werk (gegen Desfontaines) verrichtet zu haben. Voltaire schenkte das Manuskript Ende 1738 seinem in Cirey auf Besuch weilenden Schützling Abbé de La Marre (1708–1742). Der in Geldnöten steckende De la Marre sollte das Stück zu seinen Gunsten zur Aufführung bringen.

## Drucklegung
L’Envieux erschien erst 1833 im Band IV der bei Lefèvre und Didot verlegten Werkausgabe in 70 Bänden mit einem Vorwort des Herausgebers Beuchot. Ein Separatdruck erschien im Folgejahr im Verlag von Didot.

## Erste Ausgaben
- L'Envieux in: Oeuvres de Voltaire par Beuchot, Band 4, Paris, Lefèvre und Didot, 1833, S. 337–403. online
- L'Envieux, comédie en 3 actes et en vers, par Voltaire, imprimée pour la 1re fois, Paris, Didot frères, 1834, 8°, 68 S.